# Open Diputación Ciudad de Pozoblanco 2022
L'Open Diputación Ciudad de Pozoblanco 2022 è stato un torneo maschile di tennis professionistico. È stata la 20ª edizione del torneo, facente parte della categoria Challenger 80 nell'ambito dell'ATP Challenger Tour 2022, con un montepremi di 45 730 €. Si è svolto dal 18 al 24 luglio 2022 sui campi in cemento del Club Tenis Pozoblanco di Pozoblanco, in Spagna.

## Partecipanti

### Teste di serie
| Nazionalità | Giocatore          | Ranking* | Testa di serie |
| ----------- | ------------------ | -------- | -------------- |
| Portogallo  | Nuno Borges        | 115      | 1              |
| Francia     | Constant Lestienne | 123      | 2              |
| Francia     | Ugo Humbert        | 129      | 3              |
| Francia     | Hugo Grenier       | 135      | 4              |
| Canada      | Vasek Pospisil     | 143      | 5              |
| Turchia     | Altuğ Çelikbilek   | 165      | 6              |
| Francia     | Grégoire Barrère   | 196      | 7              |
| Francia     | Antoine Escoffier  | 197      | 8              |

* Ranking all'11 luglio 2022.

### Altri partecipanti
I seguenti giocatori hanno ricevuto una wild card per il tabellone principale:
- Daniel Mérida
- Alejandro Moro Cañas
- Carlos Sánchez Jover

Il seguente giocatore è entrato in tabellone come alternate:
- David Ionel

I seguenti giocatori sono passati dalle qualificazioni:
- Dan Added
- Iñaki Montes de la Torre
- Adrián Menéndez Maceiras
- Dali Blanch
- Omar Jasika
- Federico Zeballos

## Campioni

### Singolare
Constant Lestienne ha sconfitto in finale  Grégoire Barrère con il punteggio di 6–0, 7–6(3).

### Doppio
Dan Added /  Albano Olivetti hanno sconfitto in finale  Victor Vlad Cornea /  Luis David Martínez con il punteggio di 3–6, 6–1, [12–10].